# Good Move!
Good Move! è un album dell'organista jazz Freddie Roach, pubblicato dalla Blue Note Records nel maggio del 1964. I brani del disco furono registrati al Van Gelder Studio di Englewood Cliffs, New Jersey (Stati Uniti) nelle date indicate nella lista tracce.

## Tracce
Lato A
1. It Ain't Necessarily So – 4:59 (George Gershwin, Ira Gershwin) – Registrato il 29 novembre 1963
2. When Malindy Sings – 5:21 (Paul Lawrence Dunbar (testi), Oscar Brown Jr. (musica)) – Registrato il 9 dicembre 1963
3. Paste! – 4:20 (Erroll Garner) – Registrato il 29 novembre 1963
4. Wine, Wine, Wine – 6:29 (Freddie Roach) – Registrato il 9 dicembre 1963

Lato B
1. On Our Way Up – 6:17 (Freddie Roach) – Registrato il 9 dicembre 1963
2. T'Ain't What You Do – 4:58 (Sy Oliver, Trummy Young) – Registrato il 29 novembre 1963
3. Lots of Lovely Love – 4:56 (Richard Rodgers) – Registrato il 9 dicembre 1963
4. I.Q. Blues – 5:18 (Freddie Roach) – Registrato il 29 novembre 1963

## Musicisti
A1, A3, B2 e B4
- Freddie Roach - organo
- Eddie Wright - chitarra
- Clarence Johnston - batteria

A2, A4, B1 e B3
- Freddie Roach - organo
- Blue Mitchell - tromba
- Hank Mobley - sassofono tenore
- Eddie Wright - chitarra
- Clarence Johnston - batteria[2]